# اوتوگی زوشی

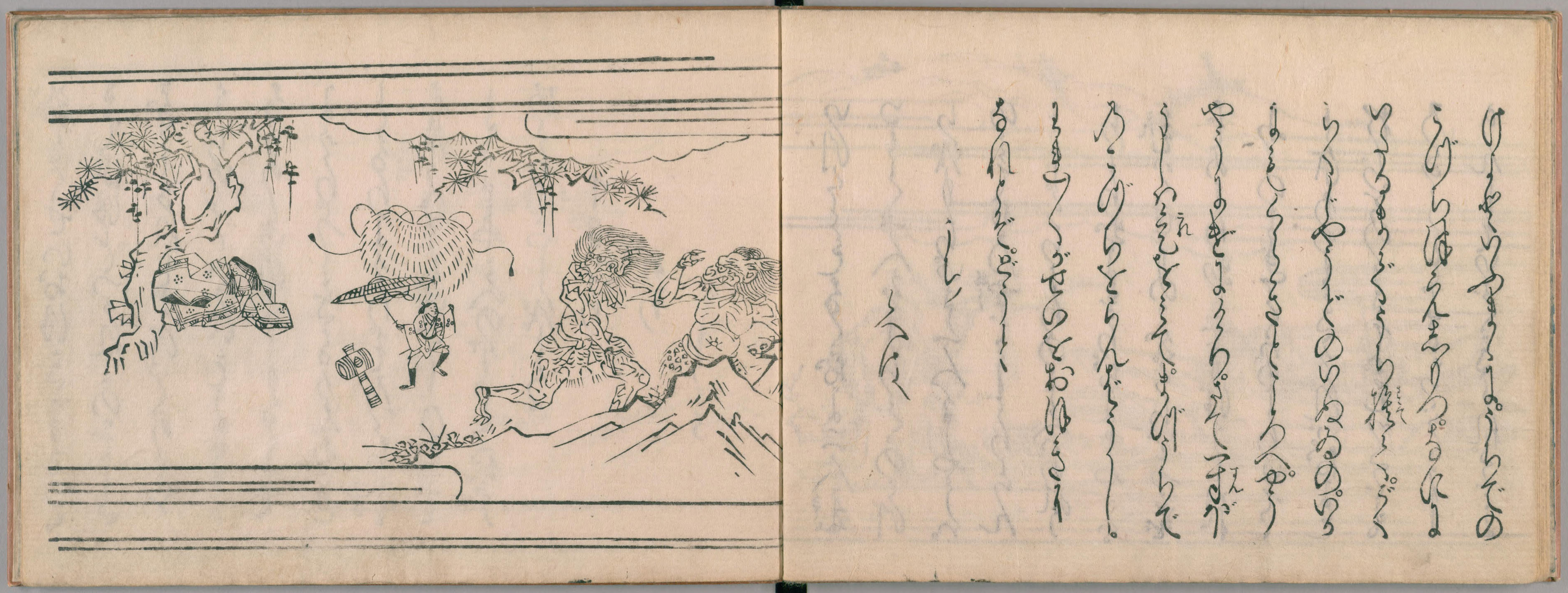
تصویری از داستان اوتوگی زوشی، منتشر شده ج. 1725

اوتوگی زوشی (به ژاپنی: 御伽草子، otogi-zōshi) به مجموعه‌ای از حدود ۳۵۰ حکایت کوتاه ژاپنی گفته می‌شود که بیشترشان در دوره موروماچی (۱۳۲۹ - ۱۵۷۳ میلادی) نگاشته شده‌اند. این داستان‌های کوتاه که نویسندگانشان ناشناس هستند، یکی از مشهورترین ژانرهای ادبی ژاپن در قرون وسطی به شمار می‌روند.